# ケイト・ボーンスタイン
ケイト・ボーンスタイン（Kate Bornstein、原発音は「ケイト・ボーンスティーン」、1948年3月15日 - ) は、作家、脚本家、パフォーマンス・アーティスト、ジェンダー研究家。

## 来歴
アルバート・ボーンスタイン (Albert Bornstein) として生まれる。ボーンスタインはブラウン大学で、John Emigh とJim Barnhill に演劇を師事する。ボーンスタインはサイエントロジー教会に入信するが、のちにそれに幻滅し、1981年に公式に脱退する。
ボーンスタインは、今日流布しているような、トランスジェンダー女性はみな「男性の肉体に囚われた女性」である、という考え方に与しない。ボーンスタインは、自身のことを男性ではないと認識していたが、性別二元論、すなわち人々がわずか二つの性別にしたがって自己を認識することを要求するところでは、女性となる選択肢しかなかったという。ボーンスタインにとってさらに障壁となったのは、女性を好きになる、という点であった。しかしそれでも、1986年に性別適合手術を受け女性となる。
ボーンスタインはサンフランシスコのレズビアン・コミュニティに参加し、ゲイやレズビアン向けの新聞The Bay Area Reporterに芸術評論を書いた。数年もしないうちに、男性ではないだけでなく、女性でもないとの結論に至った。このことをきっかけに、以前親しんだ演劇に戻ることを決意し、一人芝居を含む戯曲を書くことになる。これが彼女にとって人生の矛盾を表現する唯一の手段であった。
ニューヨーク市に、パートナーであるバーバラ・カレラス (Barbara Carrellas) と居住している。ボーンスタインは、現代正統派ユダヤ教徒として育ち、現在もユダヤ教徒であることを自認しているが、ユダヤ教演劇を実践しているわけではない。　

## 著書
- Gender Outlaw: On Men, Women, and the Rest of Us 1994, ISBN 0-679-75701-5
  - 『隠されたジェンダー』　筒井真樹子訳、新水社、ISBN 488385101X
- Nearly Roadkill: An Infobahn Erotic Adventure (Novel, co-authored with Caitlin Sullivan), 1996, ISBN 1-85242-418-4
- My Gender Workbook: How to Become a Real Man, a Real Woman, the Real You, or Something Else Entirely 1997, ISBN 0-415-91673-9 (paperback) ISBN 0-415-91672-0 (hardcover)
- Hello Cruel World: 101 Alternatives to Suicide for Teens, Freaks and Other Outlaws, 2006, ISBN 1-58322-720-2
- Gender Outlaws: The Next Generation, 2010, ISBN 978-1580053082
- A Queer and Pleasant Danger: The true story of a nice Jewish boy who joins the Church of Scientology, and leaves twelve years later to become the lovely lady she is today, 2012, ISBN 978-0807001837 - 自伝
- My New Gender Workbook: A Step-by-Step Guide to Achieving World Peace Through Gender Anarchy and Sex Positivity. 2013. ISBN 0415538653.

## 戯曲
- The Opposite Sex Is Neither
- Virtually Yours
- Hidden: A Gender
- Strangers in Paradox
- y2kate: gender virus 2000